# Saalebrücke Beesedau
Die Saalebrücke Beesedau überspannt bei Beesedau in Sachsen-Anhalt die Saale und überführt die Bundesautobahn 14. Sie liegt zwischen den Anschlussstellen Plötzkau und Könnern auf der Höhe von Alsleben (Saale). Die Überführung mit zwei Fahrstreifen und einem Standstreifen je Fahrtrichtung wurde zwischen den Jahren 1997 und 2000 gebaut. Die Kosten betrugen ungefähr 54 Millionen DM.

## Konstruktion

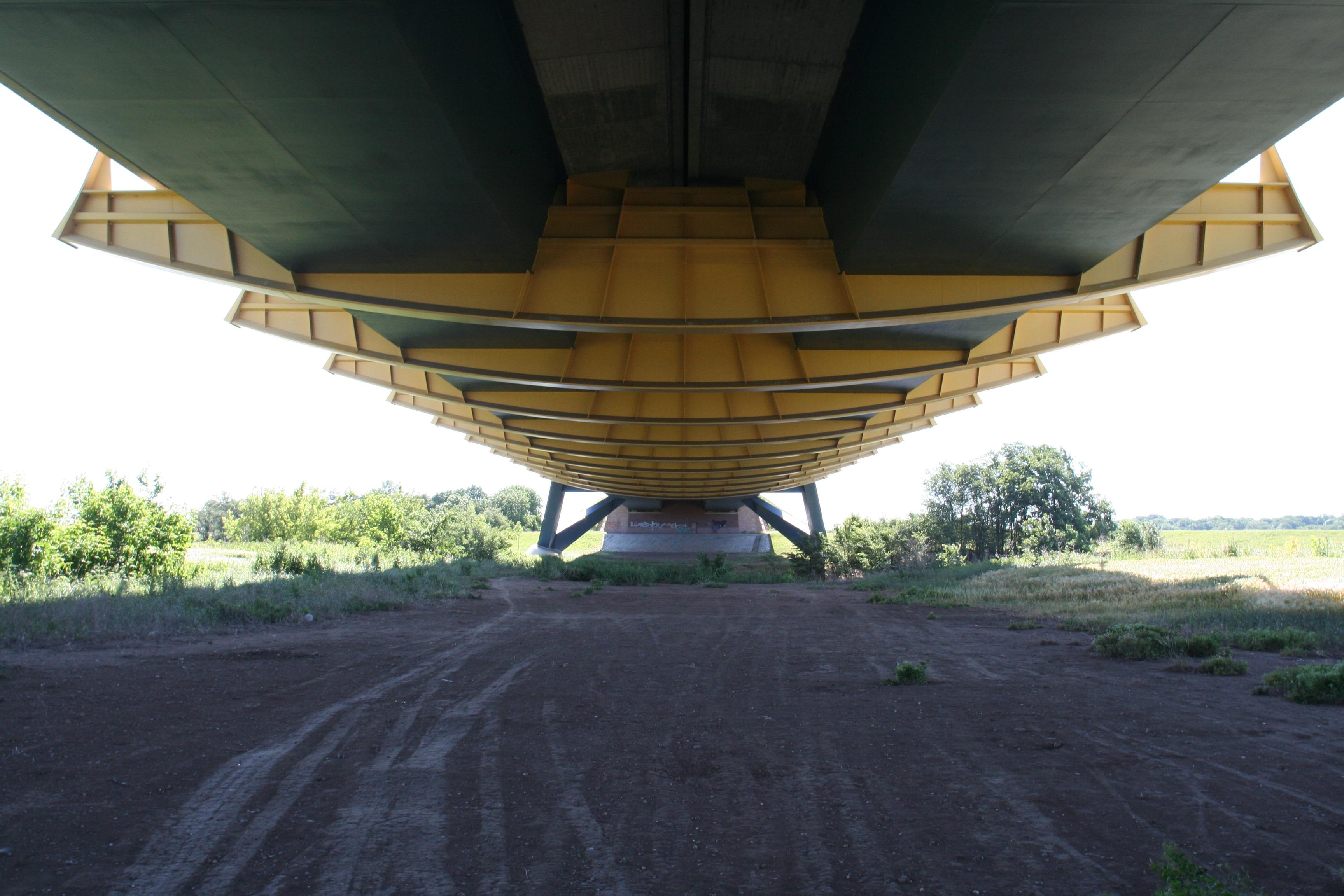
Brückenuntersicht

Der 805 m lange Brückenzug besteht aus einer Vorlandbrücke am linken Saaleufer mit acht Öffnungen von je 56 m Stützweite und einer mit 46 m Stützweite sowie der maximal 180 m weit spannenden Strombrücke mit zwei Randfeldern von 65 m Stützweite. 
Die Vorlandbrücke besitzt zwei getrennte Überbauten und ist eine Spannbetonkonstruktion, mit dem Durchlaufträger als Bauwerkssystem in Längsrichtung. In Querrichtung sind einzellige Hohlkastenquerschnitte vorhanden.
Die insgesamt 310 m lange Hauptbrücke ist eine stählerne Bogenbrücke. Die Bögen, mit einem Stich von zirka 38 m, sind zueinander geneigt und durch sechs Querriegel miteinander verbunden. Schrägstreben am Bogenfuß leiten einen Teil der Bogenkräfte als Zugkräfte in die Fahrbahnhauptträger zurück, wodurch eine Mischung des Lastabtrages einer echten Bogenbrücke und einer Stabbogenbrücke vorhanden ist.
Die Strombrücke besitzt zehn Querträger, an denen die Hänger befestigt sind. Die bestehen aus Rundstahl, weisen einen Durchmesser von 180 mm bzw. 200 mm auf und sind mit Schwingungsdämpfern ausgerüstet. Der Überbau hat mit 3,1 m die gleiche Konstruktionshöhe wie die Vorlandbrücke. Das Fahrbahndeck ist als Verbundkonstruktion mit zwei Verbundhohlkästen ausgeführt.